# Чичин (острів, Київ)
Острів Чичин або острів Чачин – нині не існуючий великий піщаний алювіальний острів що розташовувався на місці сучасної затоки Собаче Гирло на Оболонській заплаві в межах сучасного Оболонського району м. Києва. Його площа складала близько 100 га, географічні координати центру: 50.523870°, 30.524420°.

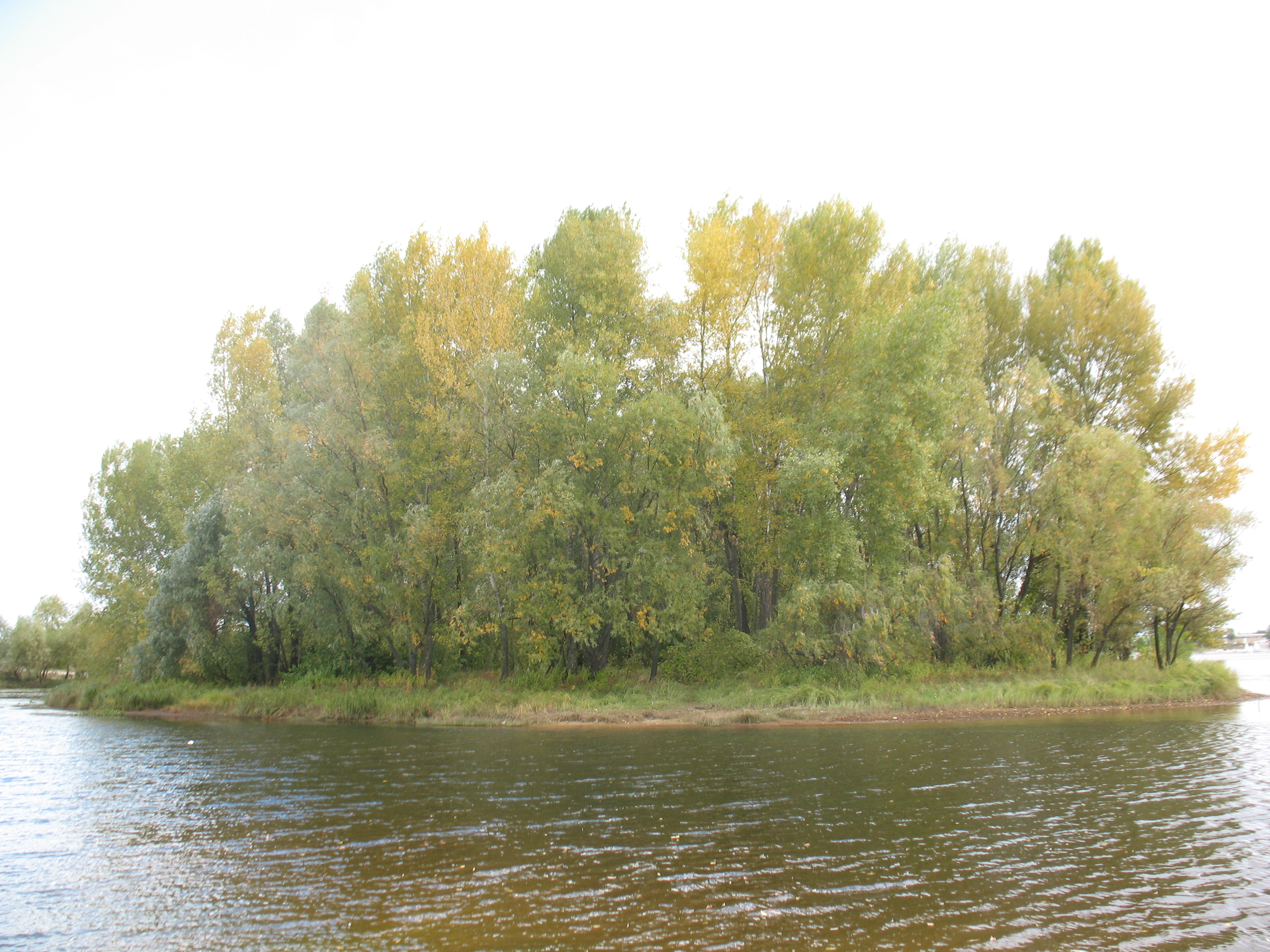
Острів Вербовий - релікт острова Чичин у Києві. Фото 2011 р.

## Топографія
Фрагмент пізнішого острова Чичин показаний на найбільш ранній мапі північної Оболоні 1799 р. Тут навпроти двох островів в районі сучасної коси Собаче Гирло ми не бачимо острова, проте з півдня та заходу показані окремі заплавні староріччя. Вся територія заплави використовувалась як сінокоси.
Острів показаний і підписаний на мапі Київської та Чернігівської губерній 1849-1950 рр. На мапі 1902 р. він підписаний як "Городской островь Чичинь. Сенокосы". Найбільш детально показаний острів Чичин на мапах гідрологічної ситуацій на Дніпрі та Оболоні 1914 р. Тут ми бачимо вузькі протоки, якими Чичин був відділений від материкового берега з північного-заходу. Натомість з півдня та південного-заходу станом на кінець ХІХ-поч. ХХ ст. цей острів відділяла досить широка затока - Стариця або Братський Старик. Такою ситуація зберігалася фактично до початку будівництва Оболонського житлового масиву.
Зокрема острів Чичин практично без змін ми бачимо на мапі Києва 1945 р. З кінця 1960-х рр. на Оболоні починає будуватися житловий масив.  У 1974 р. було закінчено намив для першої черги будівництва масиву.

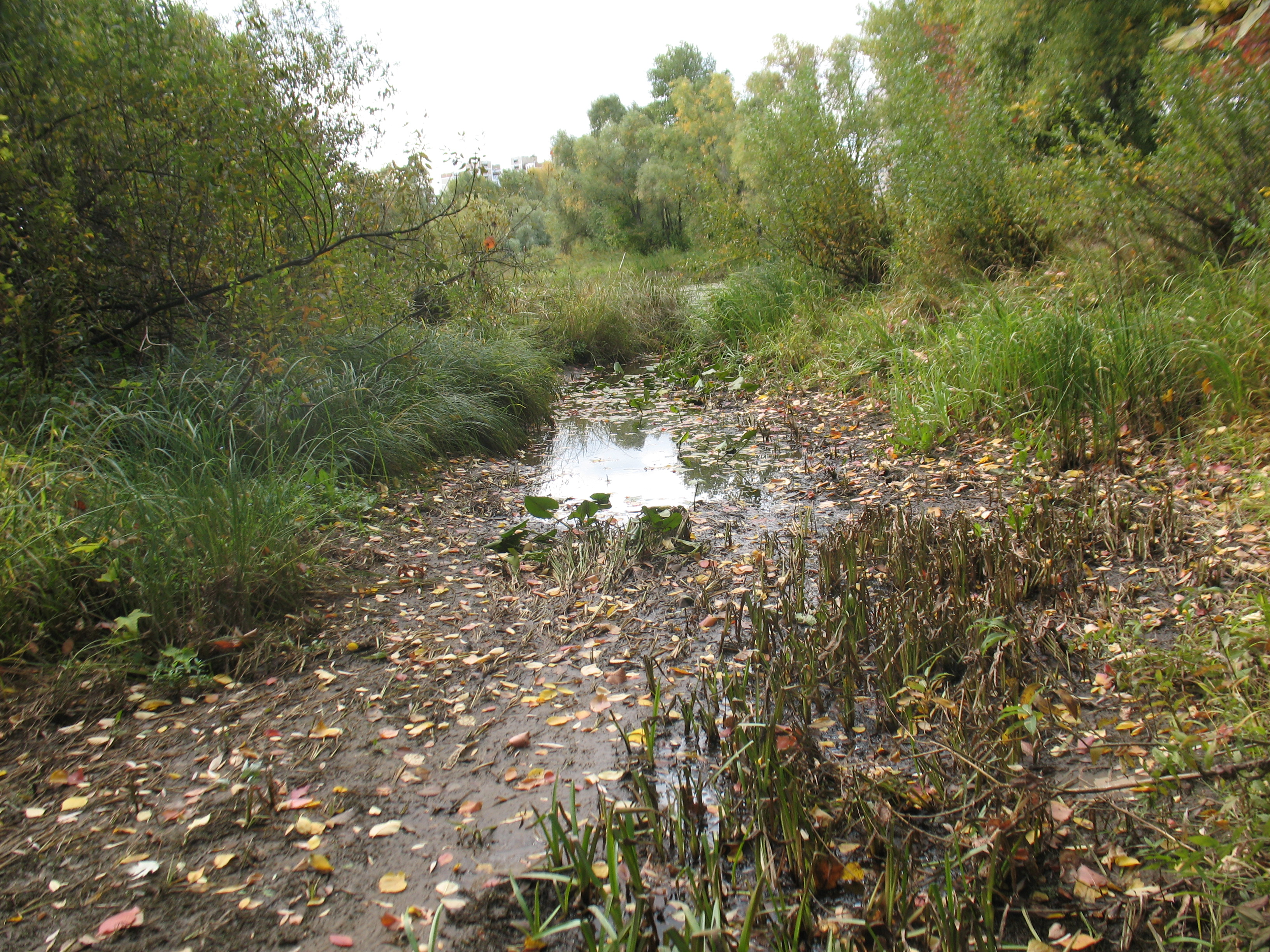
Залишки реліктової протоки на північ від острова Вербовий. Ця протока відділяла колишній острів Чичин він правобережної заплави Оболоні. Фото 2011 р.

На сьогодні збереглися лише острів Вербовий - фрагмент північно-західного кутка колишнього великого заплавного острова Чичин та фрагмент реліктової протоки, яка відділяла колишній Чичин від решти правобережної заплави з північного заходу (сучасні географічні координати протоки: 50.530630, 30.524198).

## Загальний вигляд
І. С. Нечуй-Левицький в оповіданні «Ніч на Дніпрі» 1877 р. Так описав тодішню Оболонь, частиною якої був острів Чичин:
«Плисковата широка Оболонь зеленіла, неначе була застелена зеленим оксамитом, на котрому лисніла річечка Почайна, лисніло озерце, ніби кинуте в траву лиснюче дзеркальце або блискуча склянка»

## Господарське використання
Станом на 1799 р. територія острова використовувалась як сінкооси. На мапі 1902 р. зазначено, що більшу частину Оболоні від Подолу та Рибальського півострова до озера Лукове (на північ від сучасної затоки Верблюд) займали міські сінокоси, які до 1917 р. здавалися в оренду приватним особам та монастирям. На північ від острова Чичин луки належали вже до с. Вишгорода. Окрім того відомо, що на початку ХХ ст. на Оболоні були також мисливські угіддя та літні стоянки рибалок.